# Bauhinia lingyuenensis
Bauhinia lingyuenensis är en ärtväxtart som beskrevs av T. Chen. Bauhinia lingyuenensis ingår i släktet Bauhinia och familjen ärtväxter. Inga underarter finns listade i Catalogue of Life.